# (8143) Nezval
(8143) Nezval ist ein Asteroid des inneren Hauptgürtels, der am 11. November 1982 von dem tschechischen Astronomen Antonín Mrkos am Kleť-Observatorium (IAU-Code 046) bei Český Krumlov entdeckt wurde.
Der mittlere Durchmesser des Asteroiden wurde mit 3,802 (±0,092) km berechnet. Mit einer Albedo von 0,405 (±0,074) hat er eine für einen Asteroiden helle Oberfläche.
Mittlere Sonnenentfernung (große Halbachse), Exzentrizität und Neigung der Bahnebene des Asteroiden liegen innerhalb der jeweiligen Grenzwerte, die für die Nysa-Gruppe definiert sind, einer nach (44) Nysa benannten Gruppe von Asteroiden (auch Hertha-Familie genannt, nach (135) Hertha).
(8143) Nezval wurde nach dem tschechischen Dichter Vítězslav Nezval (1900–1958) benannt. Nezval gilt als Mitbegründer des Poetismus und als führende Persönlichkeit des tschechischen Surrealismus. Die Benennung erfolgte auf Vorschlag der tschechischen Astronomin Jana Tichá durch die Internationale Astronomische Union (IAU) am 20. Mai 2008.